# VT (SNCF)
Pour les articles homonymes, voir VT.
 (juin 2017).
Si vous disposez d'ouvrages ou d'articles de référence ou si vous connaissez des sites web de qualité traitant du thème abordé ici, merci de compléter l'article en donnant les références utiles à sa vérifiabilité et en les liant à la section « Notes et références ».
Les VT étaient des autorails de la Société nationale des chemins de fer français (SNCF) construits pour le contrôle de la géométrie des voies. Ces autorails avaient pour but de repérer le moindre défaut géométrique de la voie.

## Histoire
Les autorails VT sont construits par la société suisse Matisa vers 1990 au nombre de 3 unités : les VT1, VT2 et VT3.
Le VT1 a été détruit par le feu en 2005 à la suite d'une surchauffe du système hydraulique et le VT3 a disparu de la même façon en 2006 à la suite d'un court-circuit dans le système de climatisation. Fin 2023, VT2 subi une panne moteur le forçant à être encadré par deux locotracteurs BB60000 Fret SNCF et SNCF Infra pour y continuer son service d'inspection des voies. En janvier 2024 il subit un déraillement endommageant des organes sous-caisse et précipitant sa radiation, alors initialement prévue pour mars 2024. 

## État du matériel
| Numéro | Mise en service | Radiation | Livrée        | Observation                                              |
| ------ | --------------- | --------- | ------------- | -------------------------------------------------------- |
| VT 1   | 1990            | 2005      | Bleu et jaune | Radié à la suite d’un incendie                           |
| VT 2   | 1990            | 2024      | Vigirail      | Radié à la suite d'une panne moteur et d'un déraillement |
| VT 3   | 1990            | 2006      | Bleu et jaune | Radié à la suite d’un incendie                           |

## Contrôle
Une vingtaine de capteurs sont répartis sur les bogies de l'engin et une caméra est placée à l'avant entre les rails, filmant l'alignement de la voie. Cet équipement enregistre et retransmet les données sur des écrans situés dans la salle de contrôles de l'engin, où elles sont traitées et enregistrées par des techniciens, pour la reprise du nivellement et de l'alignement de la voie lors de futurs travaux. Pas moins de 7 paramètres sont mesurés :
- La variation de l'écartement des rails ;
- Le nivellement longitudinal de la file intérieure ;
- Le nivellement longitudinal de la file extérieure ;
- La flèche de la file intérieure ;
- La flèche de la file extérieure ;
- Les gauchissements des rails ;
- L'écart des dévers en courbes.

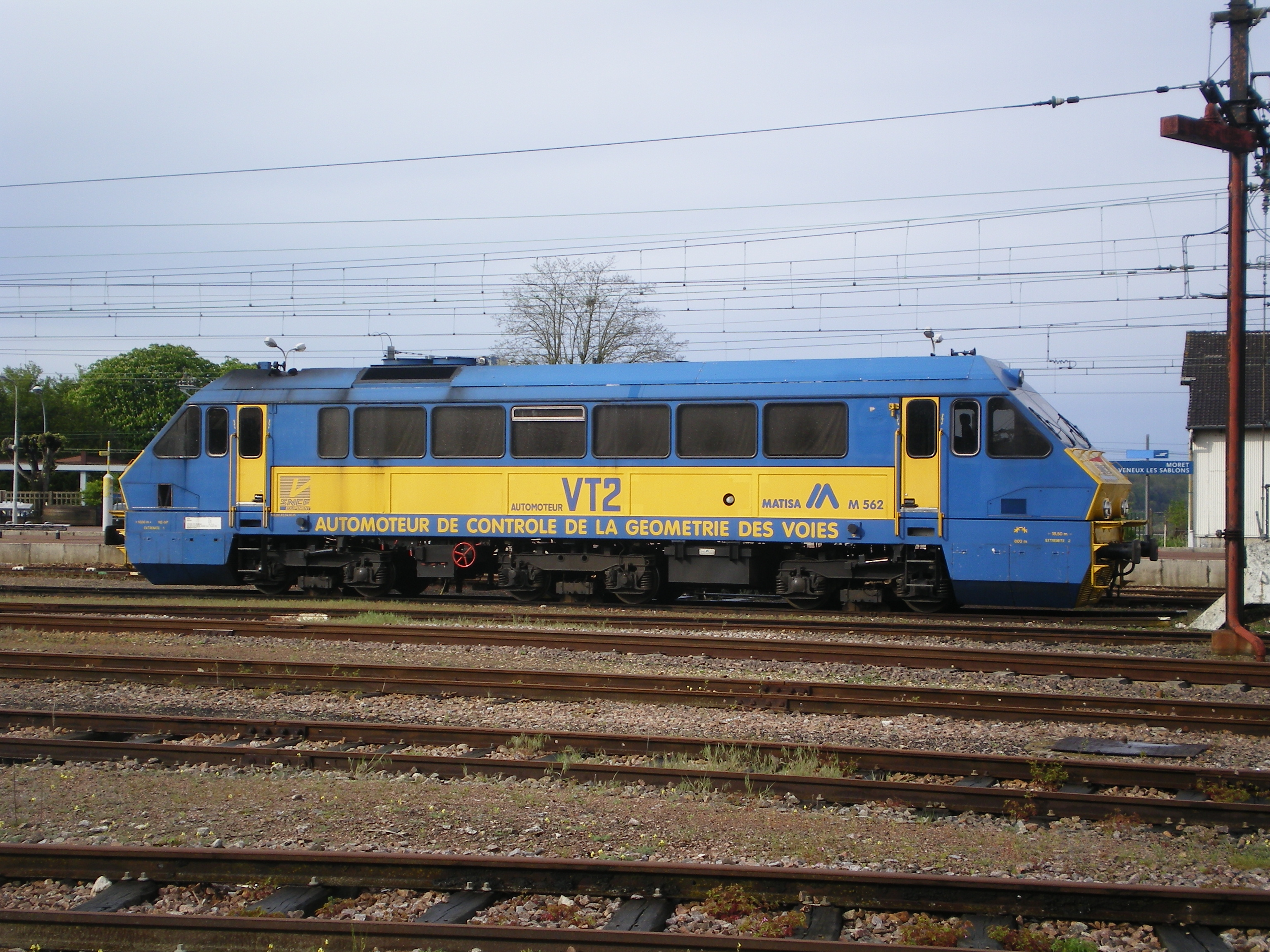
Le VT2 d'origine en gare de Moret - Veneux-les-Sablons.
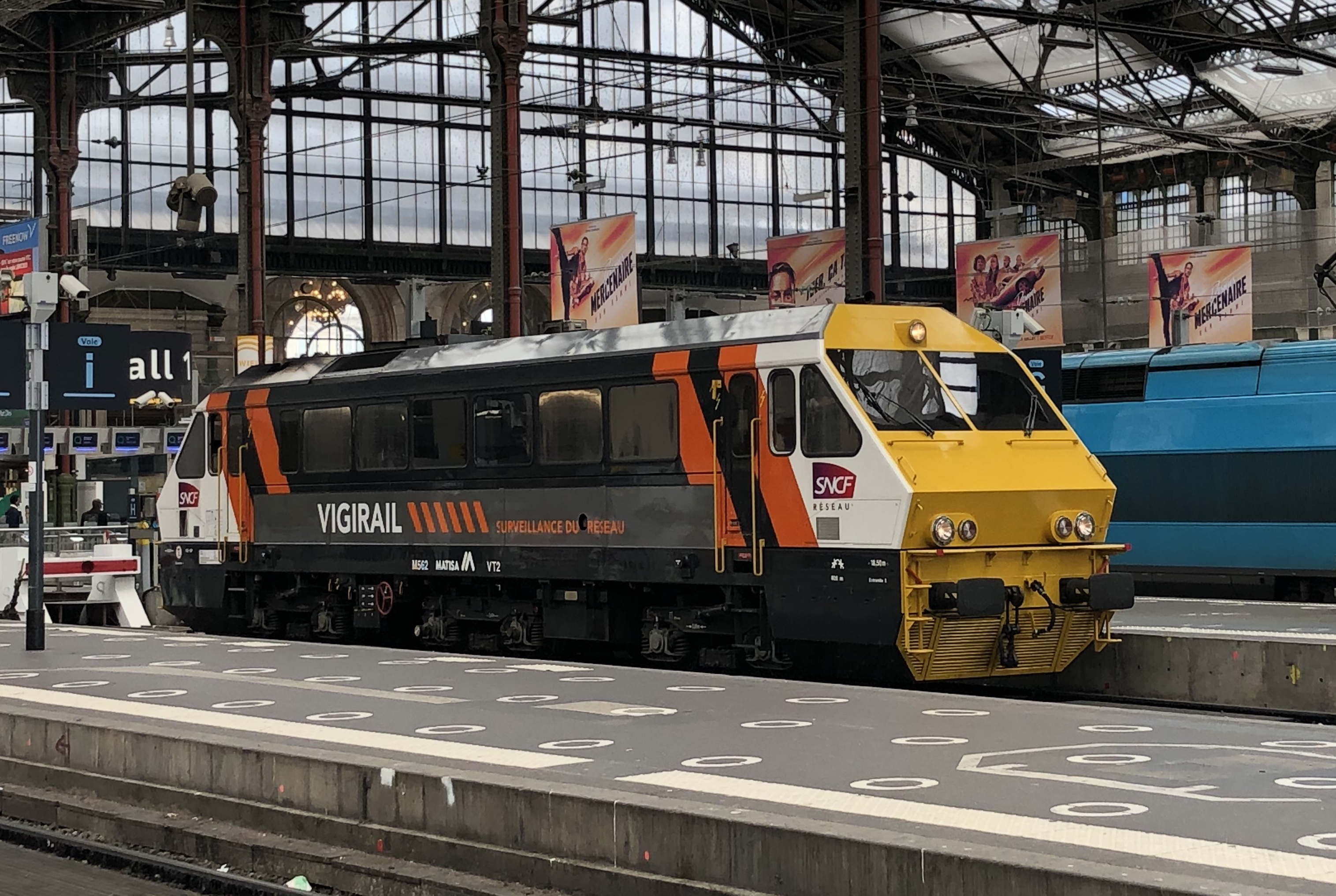
Automoteur M562 Matisa VT2 à Paris-Gare-de-Lyon.

## Motorisation
Les VT étaient équipés de moteurs thermiques, ce qui leur permettaient de circuler sur tout le réseau français national à écartement normal, cependant, elles ne possédaient pas de KVB, ce qui les contraignaient à rouler à 80 km/h en autonome, avec une possibilité d'encadrement pour une vitesse maximale de 120 km/h.